# Turbonilla mighelsi
Turbonilla mighelsi är en snäckart som beskrevs av Bartsch 1909. Turbonilla mighelsi ingår i släktet Turbonilla och familjen Pyramidellidae. Inga underarter finns listade i Catalogue of Life.